# الی استوارت
الی استوارت (انگلیسی: Ellie Stewart؛ زادهٔ ۲ نوامبر ۱۹۹۶) بازیکن فوتبال اهل بریتانیا است.
از باشگاه‌هایی که در آن بازی کرده‌است می‌توان به باشگاه فوتبال زنان لیورپول اشاره کرد.
وی همچنین در تیم‌های ملی فوتبال زیر ۱۷ سال انگلستان، زیر ۱۹ سال انگلستان، و England women's national under-23 football team بازی کرده‌است.